# 氷川きよし・演歌名曲コレクション11〜ときめきのルンバ〜
『氷川きよし・演歌名曲コレクション11〜ときめきのルンバ〜』は、2009年11月11日にリリースされた、氷川きよしのアルバム。

## 概要
自身の楽曲6曲と演歌・昭和歌謡の名曲6曲を収録したアルバムである。
初回盤と通常盤があり、どちらもジャケットが完全に異なる。また、初回盤には6曲目に収録されている「かあさん日和」のPVを収録したDVDが付いている。初回盤・通常盤ともにカートンケースと20Pブックレットが封入されているが、ブックレットの内容は初回盤と通常盤で異なる。
カセット版も同時発売された。

## 収録曲
1. ときめきのルンバ　[4:27]
作詩: 水木れいじ
作曲: 水森英夫
編曲: 伊戸のりお
オリコン1位を獲得した自身19枚目のシングル
2. ふるさと夜汽車　[4:13]
作詩: 松井由利夫
作曲: 水森英夫
編曲: 伊戸のりお
3. 川千鳥　[4:46]
作詞: 麻こよみ
作曲: 杜奏太朗
編曲: 石倉重信
4. 露草　[3:34]
作詩: 麻こよみ
作曲: 杜奏太朗
編曲: 石倉重信
5. 夜明け前　[5:06]
作詩: 松井由利夫
作曲: 水森英夫
編曲: 伊戸のりお
6. かあさん日和　[4:31]
作詩: 松井由利夫
作曲: 水森英夫
編曲: 伊戸のりお
7. 影を慕いて　[4:36]
作詩: 古賀政男
作曲: 古賀政男
編曲: 石倉重信
藤山一郎の作品のカバー
8. どうせひろった恋だもの　[3:40]
作詩: 野村俊夫
作曲: 船村徹
編曲: 石倉重信
初代コロムビア・ローズの作品のカバー
9. 山の吊橋　[3:41]
作詩: 横井弘
作曲: 吉田矢健治
編曲: 石倉重信
春日八郎の作品のカバー
10. 宗右衛門町ブルース　[3:50]
作詩: 平和勝次
作曲: 山路進一
編曲: 石倉重信
平和勝次とダークホースの作品のカバー
11. あの娘が泣いてる波止場　[3:13]
作詩: 高野公男
作曲: 船村徹
編曲: 石倉重信
三橋美智也の作品のカバー
12. 足手まとい　[3:28]
作詩: 高畠諄子
作曲: 中川博之
編曲: 石倉重信
森雄二とサザンクロスの作品のカバー